# 자카르타 국제 엑스포

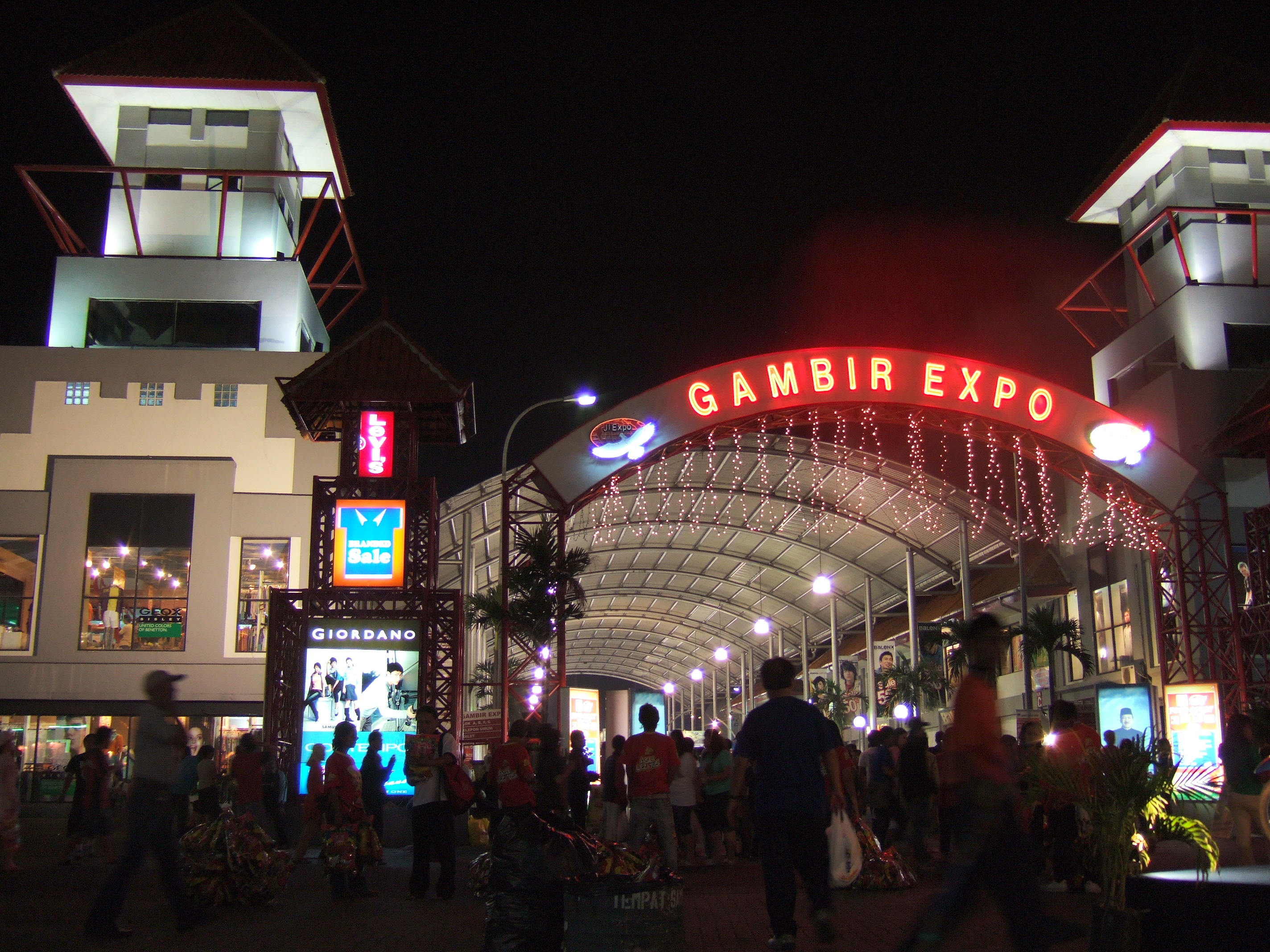
엑스포장 전경

자카르타 국제 엑스포 (Jakarta International Expo, JIExpo)는 인도네시아 자카르타 케마요란에 위치한 컨벤션 센터이다. 예전에 케마요란 공항이 들어서 있던 부지에 건설되었으며 2010년에 개장하였다. 총면적은 44만 제곱미터이며, 전시공간도 10만 제곱미터에 달한다. 내부에는 다섯 개의 홀이 들어서 있으며 각각의 수용규모는 5000명에서 12000명에 이른다. 본관 외에도 박람회장 신관과 극장 등 공사중인 시설이 아직 있으며, 2018년 말까지 완공될 전망이다. 신관은 3만 제곱미터 규모에 달하며 여러 전시장과 회의실 등을 갖추고 있다.
자카르타 국제 엑스포에서는 여러 박람회와 콘서트, 그밖의 행사를 자주 유치하고 있다. 특히 자바 박람회, 자바 재즈 페스티벌, 자카르타 웨어하우스 프로젝트, 미스 인도네시아 (2012년부터) 등이 대표적이다.
2018년 아시안 게임에서는 복싱, 브리지, 체조, 역도 등의 일부 실내 종목을 이곳에서 임시로 치를 예정이다.

## 같이 보기
- 케마요란 공항